# Peter Gethin
Peter Gethin, britanski dirkač Formule 1, * 21. februar 1940, Ewell, Surrey, Anglija, Združeno kraljestvo, † 5. december 2011.
Debitiral je v sezoni 1970 na Veliki nagradi Nizozemske z McLarnom. V naslednji sezoni 1971 je dosegel svoj daleč največji uspeh, zmago na Velika nagrada Italije, kar je tudi njegova edina uvrstitev na stopničke. Zmago je dosegel z rekordno povprečno hitrostjo, ki jo je izboljšal šele Michael Schumacher na isti dirki v sezoni 2003. V svoji karieri je na tridesetih dirkah v Formuli 1, na katerih je nastopil, vodil vsega dva kroga. Po sezoni 1974, v kateri je osvojil tudi naslov prvaka v Formuli Tasman, se je upokojil kot dirkač.

## Prvenstveni rezultati Formule 1
(legenda) (odebeljene dirke pomenijo najboljši štartni položaj, poševne pa najhitrejši krog, †-uvrščen kljub odstopu)
| Leto | Moštvo                          | Šasija       | Motor   | 1       | 2      | 3       | 4       | 5       | 6       | 7       | 8       | 9      | 10     | 11      | 12      | 13      | 14      | 15  | Prv | Toč |
| ---- | ------------------------------- | ------------ | ------- | ------- | ------ | ------- | ------- | ------- | ------- | ------- | ------- | ------ | ------ | ------- | ------- | ------- | ------- | --- | --- | --- |
| 1970 | Bruce McLaren Motor Racing      | McLaren M14A | Ford V8 | JAR     | ŠPA    | MON     | BEL     | NIZ Ret | FRA     | VB      | NEM Ret | AVT 10 | ITA NC | KAN 6   | ZDA 14  | MEH Ret |         |     | 23. | 1   |
| 1971 | Bruce McLaren Motor Racing      | McLaren M14A | Ford V8 | JAR Ret | ŠPA 8  | MON Ret |         |         |         |         |         |        |        |         |         |         |         |     | 9.  | 9   |
| 1971 | Bruce McLaren Motor Racing      | McLaren M19A | Ford V8 |         |        |         | NIZ NC  | FRA 9   | VB Ret  | NEM Ret |         |        |        |         |         |         |         |     | 9.  | 9   |
| 1971 | Yardley Team BRM                | BRM P160     | BRM V12 |         |        |         |         |         |         |         | AVT 10  | ITA 1  | KAN 14 | ZDA 9   |         |         |         |     | 9.  | 9   |
| 1972 | Marlboro BRM                    | BRM P160B    | BRM V12 | ARG Ret | JAR NC |         | MON Ret | BEL Ret | FRA DNS | VB Ret  | NEM     |        |        |         |         |         |         |     | 21. | 1   |
| 1972 | Marlboro BRM                    | BRM P180     | BRM V12 |         |        | ŠPA Ret |         |         |         |         |         |        |        |         |         |         |         |     | 21. | 1   |
| 1972 | Marlboro BRM                    | BRM P160C    | BRM V12 |         |        |         |         |         |         |         |         | AVT 13 | ITA 6  | KAN Ret | ZDA Ret |         |         |     | 21. | 1   |
| 1973 | Marlboro BRM                    | BRM P160E    | BRM V12 | ARG     | BRA    | JAR     | ŠPA     | BEL     | MON     | ŠVE     | FRA     | VB     | NIZ    | NEM     | AVT     | ITA     | KAN Ret | ZDA | NC  | 0   |
| 1974 | Embassy Racing with Graham Hill | Lola T370    | Ford V8 | ARG     | BRA    | JAR     | ŠPA     | BEL     | MON     | ŠVE     | NIZ     | FRA    | VB Ret | NEM     | AVT     | ITA     | KAN     | ZDA | NC  | 0   |